# Bacillus amyloliquefaciens
Bacillus amyloliquefaciens ist ein begeißeltes Bakterium der Gattung Bacillus. Es ist die Quelle des BamHI-Restriktionsenzyms und synthetisiert das natürliche Antibiotikum Barnase.

## Merkmale
Bacillus amyloliquefaciens ist ein grampositives, stäbchenförmiges, bewegliches, peritrich begeißeltes, 0,7 bis 0,9 µm × 1,8 bis 3 µm großes Bakterium das oft in Ketten auftritt. Wie alle Bakterien der Gattung Bacillus ist B. amyloliquefaciens ein aerob wachsender Endosporenbildner, die Sporen sind ellipsenförmig. Der für das Wachstum optimale Temperaturbereich beträgt 30 bis 40 °C, unter 15 °C und über 50 °C wächst es nicht. Die Voges-Proskauer-Reaktion ist positiv und es reduziert Nitrat zu Nitrit.

## Geschichte
B. amyloliquefaciens wurde 1943 von japanischen Wissenschaftler Fukumoto entdeckt. Bis 1987 war sein Status als eigene Spezies umstritten und er galt als Unterart von Bacillus subtilis.

## Verwendung
Mehrere Stämme der Unterart B. amyloliquefaciens subsp. plantarum werden industriell hergestellt. Der Stamm FZB 42 wird als Bodenhilfsstoff verwendet. QST 713 und D747  sind in der Europäischen Union, Deutschland, Österreich und der Schweiz als Pflanzenschutzmittel zugelassen.